# Ricardo Sáenz de Ynestrillas Pérez
Ricardo Sáenz de Ynestrillas Pérez (Madrid, 1965) és un polític espanyol nacionalsindicalista. Va militar en les joventuts de Fuerza Nueva i, el 1994, va fundar la coalició d'Aliança per la Unitat Nacional després d'haver fundat el Moviment Social Español i la Legión de San Miguel Arcángel.

## Biografia
Fill del comandant de l'Exèrcit espanyol Ricardo Sáenz de Ynestrillas, es va criar en el si d'una família de militars. Va començar la seva militància política als 11 anys, a Fuerza Joven, branca juvenil de Fuerza Nueva. Després de la dissolució d'aquesta va participar en la creació de les joventuts del sindicat Fuerza Nacional del Trabajo. No va poder intervenir en el 23-F perquè, a l'edat de 15 anys, en una de les seus de Fuerza Nueva l'hi van impedir a ell i a milers d'afiliats (les ordres no van arribar pel mal plantejament del cop, que es va avançar a un altre millor preparat, per la qual cosa la seva versió és que va ser una cortina de fum, un tallafocs, una vacuna, etc.). Va contemplar l'assassinat del seu pare, Ricardo Sáenz de Ynestrillas, a les mans d'ETA, el 17 de juny de 1986, enfront del portal de la seva casa.
Va ser processat i absolt per l'assassinat del diputat d'Herri Batasuna Josu Muguruza i deu accions terroristes més contra ETA i persones relacionades amb l'independentisme basc. Després del judici, va fundar el Movimiento Social Español que concorre a diversos processos electorals. Després fundaria i dirigiria l'Alianza por la Unidad Nacional, en un segon intent d'unificació de diverses forces polítiques de caràcter nacional.
Al desembre de 1998 va ser condemnat pel Tribunal Menor de Gibraltar a cinc dies de presó per cometre un delicte de pertorbació de l'ordre públic: ell i cinc persones més s'havien encadenat i hissat la bandera espanyola al Castell del Moro, en el lloc en el qual onejava la bandera britànica. En complir la seva condemna se li va ordenar abandonar Gibraltar.
L'any 2001, el Tribunal Suprem va confirmar la seva condemna de set anys de presó, per un delicte d'homicidi en grau de temptativa i un altre de tinença il·lícita d'armes, per disparar contra un jove que s'havia negat prèviament a vendre-li cocaïna l'any 1997.
Des de llavors va militar en diverses organitzacions neofeixistes, i en diversos mítings en els quals rebutja un nou cop d'estat militar a Espanya; es mostra a favor de l'obertura de fronteres i dels immigrants i es mostra a favor d'una revolució que retorni als treballadors la propietat dels mitjans de producció en un estat laic i sindical.
Posteriorment, va viure un temps a l'Argentina, país en el qual va experimentar en partits polítics de diferent ideologia.
Actualment es troba en llibertat i és llicenciat en dret i advocat en exercici. Va col·laborar com a articulista a les webs d'internet ultradretanes com Infonacional.com o periòdics de cort independent com Mediterráneo Digital.com, i ha publicat un llibre que constitueix una autobiografia política: Ynestrillas. Crónica de un hombre libre, i un segon llibre La Reconquista del Estado. Presideix l'Associació "Comandante Ynestrillas" i és vicepresident d'Auxilio Azul. També va militar en FE/La Falange, on va portar la secció d'acció política al costat de Manuel Andrino Lobo. Participava en el programa La Gran Esperanza de Radio Intercontinental i aborda les idees polítiques i desvetlla en el seu blog als infiltrats en l'extrema dreta pel Centre Nacional d'Intel·ligència com Ernesto Milà, als quals atribueix el fracàs en intents de Cop d'estat produïts a Espanya en els anys vuitanta com l'Operació Galàxia.
Recentment ha manifestat el seu suport al Moviment 15-M, afirmant que "El meu suport estarà sempre amb els qui enarborin els estendards de la justícia social i la revolució, espanyola o no, contra l'ordre capitalista i opressor. Allunyant-se del que ell mateix ha batejat com "frikifachas", va crear "La Bandera Negra", un grup "autogestionari i revolucionari" que defensa l'abolició de la monarquia, se solidaritza amb Conflicte de Gamonal de 2014 i homenatja a militants de l'Exèrcit Republicà Irlandès.
En una entrevista al diari digital El Plural, va declarar ser un militant actiu de Podem: "...excepte matisos en els quals no coincideixo, crec que en Podem és on es dona aquesta major proximitat amb el meu pensament, encara que se'm queda curt en les reivindicacions més necessàries i revolucionàries". Va aclarir que el seu ideari s'acosta al de la Falange Autèntica i al pensament joseantonià original, que propugnava "un acostament als grups anarcosindicalistes de la CNT, o del Partit Sindicalista d'Ángel Pestaña Núñez".